# 김성환 (1961년)
김성환(1961년 10월 11일 ~ , 전라남도 보성군)은 대한민국의 정치인이다. 광주 동구청장을 역임했다.

## 학력
- 1974 ~ 1977 광주동성중학교 졸업
- 1977 ~ 1980 광주숭일고등학교 졸업
- 1980 ~ 1987 전남대학교 경제학 학사
- 1987 ~ 1990 서울대학교 행정대학원 행정학 석사
- 2000 ~ 2008 영국 셰필드 대학교 대학원 정치학 박사

## 경력
- 1990 ~ 1994 전라남도청 사무관
- 1999 ~ 2006 국무조정실 의정과 과장, 규제개혁과 과장, 조사과 과장
- 2006 ~ 2007 대통령비서실 경제수석실 선임행정관
- 2007 ~ 2009 국무총리실 일반행정정책관
- 2009 ~ 2010 미국 에너지청 기후변화연구소 객원연구원
- 2010 국무총리실 사회규제관리관
- 2011 국무총리실 규제총괄정책관
- 2012 국무총리비서실 의전비서관실 의전관
- 2014.01 ~ 2015.12 국무조정실 국정과제관리관
- 2016.04 ~ 2018.06 제26대 광주광역시 동구청장 (민선 6기, 국민의당→무소속→민주평화당, 초선)
- 열린민주당 입당
- 더불어민주당 합당

## 수상
- 1999 대통령 표창
- 2012 홍조근정훈장

## 역대 선거 결과
|  | 52.29% |

|  | 40.40% |

|  | 15.02% |

|  | 16.15% |